# Dolní Sukolom
Dolní Sukolom (německy Salbnuss) je vesnice, část města Uničov v okrese Olomouc. Nachází se asi 2,5 km na severovýchod od Uničova. Prochází zde silnice II/449. V roce 2009 zde bylo evidováno 68 adres. V roce 2001 zde trvale žilo 188 obyvatel. Dolní Sukolom měla ve znaku strom.
Dolní Sukolom je také název katastrálního území o rozloze 4,44 km2.
V ranních hodinách 16. března 2020, v době, kdy se Česká republika potýkala s pandemií nemoci covid-19, rozhodli hygienici, s ohledem na prudký nárůst pacientů s tímto onemocněním, o uzavření měst Uničova a Litovle spolu s jejich okolím. Policie oblast střežila a neumožnila nikomu do oblasti vstoupit, ani ji opustit. Jednou z takto zasažených vesnic byl i Dolní Sukolom. Uzavření oblasti skončilo 30. března.